# Литвиновская волость (Старобельский уезд)
Литви́новская во́лость — историческая административно-территориальная единица Старобельского уезда Харьковской губернии с центром в слободе Литвиновка.
По состоянию на 1885 год состояла из 2 поселений, 4 сельских общин. Население — 9506 человек (4785 мужского пола и 4721 — женского), 1151 дворовое хозяйство.
|                        | Площадь, десятин | В том числе пахотной, дес. |
| ---------------------- | ---------------- | -------------------------- |
| Сельских общин         | 21549            | 15510                      |
| Частной собственности  | —                | —                          |
| Казенной собственности | 1351             | 15                         |
| Другой собственности   | 232              | 35                         |
| В целом                | 23132            | 15560                      |

Поселение волости по состоянию на 1885 год:
- Литвиновка — бывшая государственная слобода при реке Сухой Обиток в 30 верстах от уездного города, 4850 человек, 405 дворовых хозяйств, православная церковь, школа, 2 почтовые станции, лавка, ежегодная ярмарка.
- Брусовка — бывшая государственная слобода при реке Сухой Обиток, 2422 человека, 369 дворовых хозяйств, православная церковь.
- Караяшник — бывшая государственная слобода, 864 человек, 170 дворовых хозяйств, православная церковь.
- Шуликовка — бывший государственный хутор при реке Сухой Обиток, 1370 человек, 207 дворовых хозяйств, православная церковь.

Крупнейшие поселения волости по состоянию на 1914 год:
- слобода Литвиновка — 5182 жителя;
- слобода Брусовка — 3686 жителей;
- слобода Шуликовка — 1894 жителя;
- слобода Караяшник — 1302 жителя.

Старшиной волости был Никифор Васильевич Гниденко, волостным писарем — Дмитрий Епифанович Исаков, председателем волостного суда — Прокоп Петрович Лысак.